# Juan Abad Díaz, "Chilares"
Juan Abad Díaz (n. Almería (Andalucía); 1868 - f. Madrid; 1895), conocido en el mundo del flamenco como Chilares, fue un cantaor de flamenco español.

## Biografía
Nacido en el barrio de El Zapillo de la capital almeriense. A los nueve años quedó huérfano y huyó de su casa, debido al maltrato de su madrastra, refugiándose con un tío suyo, artesano sillero, que vivía en la calle Quintana de Almería esquina Avenida de Vílchez, del que aprendió el oficio.
Su pasión, no obstante era el cante, y cantó ya desde pequeño en cafés y tabernas. Fue considerado niño prodigio y terminó dedicándose profesionalmente al flamenco. 
Marchó de Almería con una troupe de titiriteros y estuvo, como otros muchos almerienses -mineros o cantaores-, en la ciudad minera de La Unión, en Murcia, donde le escuchó cantar Antonio Grau, Rojo el Alpargatero, gran maestro precursor de los cantes de levante que enseguida lo invitó a cantar al Café Habanero de Cartagena, café cantante de su propiedad. Chilares se hizo un hueco en la escena artística de la región junto al Rojo, tanto es así que existía una copla que decía:

En la villa de La Unión

no cantan los forasteros

mientras que vivan Chilares

y el Rojo el Alpargatero.

En Murcia, alternó también con el bailaor Juan Martínez Peñafiel, con su propia hija, que hacía sus primeros pinitos en el baile. Cantaban en el Café de la Villa, de La Unión, en el Balneario de Archena durante la temporada de baños, además de en el  Habanero.
No obstante, Chilares no se quedó demasiado tiempo y, de un día para otro, partió en busca de nuevos horizontes para su música. Pasó de nuevo por Almería con un grupo de cantaores cartageneros, en abril de 1884, pero su destino eran los tablaos de Madrid. Actuó, entre otros lugares en el Café del Progreso. Allí, sus amoríos le llevarían a la muerte: al parecer murió en 1895 a causa de los disparos de un marido celoso, con solo 27 años, una madrugada tras una gran actuación en el Café. Según otras referencias, el suceso se habría producido en Murcia. Dice una copla popular:

Ya no cantará Chilares

en los bañitos de Archena,

porque le dieron un tiro,

entre Murcia y Cartagena.

Se le considera el primer cantaor profesional de la provincia de Almería y uno de los precursores (si no creadores) de palos levantinos típicamente almerienses como el taranto o la taranta. Otros autores, como Juan Ruipérez, que afirman que colaboró también con Rojo el Alpargatero y otros cantaores en la creación de otro palo minero, la levantica, cuya acta de nacimiento se sitúa en 1889. Dice una famosa cartagenera:

Fueron los firmes puntales

del cante cartagenero

la Peñaranda, Chilares,
 
el Rojo el Alpargatero

y Enrique el de los Vidales.

Otra copla afirma que alternó con Juan Martín, "El Cabogatero" en las minas de Sierra Almagrera, pero no está demostrado y parece poco plausible dada la diferencia de edad.